# 高固 (唐朝)
高固，字黃芩，唐德宗至唐憲宗年間将领。
高固的高祖高侃為唐高宗時期的將領，曾生擒車鼻可汗有功，官至安東都護。但高固卻出生微賤，為叔父所賣，展轉成為唐朝將領渾瑊的家奴，號曰黃芩。高固個性敏惠，有膂力，善騎射，又好讀《左氏春秋》。渾瑊對高固十分喜愛，視如己出，並將乳母的女兒嫁給高固，於是以《左氏傳》高固之名為名。
高固自少跟隨渾瑊在朔方從軍，當唐德宗在涇原兵變中逃至奉天時，高固仍在渾瑊麾下。當時，賊兵已突入東壅門，高固帶領甲士亂揮長刀，連斫數賊，拽車塞闔，以一當百，反賊無功而退。以功封渤海郡王。之後朔方節度使李懷光叛亂時，高固又斬殺李懷光留後張昕。拜檢校右散騎常侍、前軍兵馬使。
貞元十七年（801年），邠寧節度使楊朝晟逝世，邠軍推高固為帥，高固說：「大家要能聽我的說話才可以：不可殺人；不可搶掠。」三軍聽後都服從，唐德宗亦念高固有功，因此高固拜為邠寧節度使，又授以檢校工部尚書。唐順宗即位，就加檢校禮部尚書。到了唐憲宗一朝，進檢校右僕射。數年受代，入為統軍，轉檢校左僕射，兼右羽林統軍。元和四年（812年）七月卒，贈陝州大都督。

## 延伸阅读
[在维基数据编辑]
 《舊唐書/卷152》，出自刘昫《舊唐書》
 《新唐書·卷170》，出自《新唐書》